# Index der wahrgenommenen Inflation
Der von Hans Wolfgang Brachinger entwickelte „Index der wahrgenommenen Inflation (IWI)“ ist ein statistisches Konstrukt zur Messung der wahrgenommenen Inflation. Ziel des Indexes ist, das Ausmaß zu quantifizieren, in dem ein repräsentativer Haushalt nach seiner subjektiven Wahrnehmung bei seinen täglichen Einkäufen von der Inflation betroffen ist.
Inflation ist bekanntlich ein andauernder signifikanter Anstieg des Preisniveaus, welcher in der Regel mit Hilfe eines Konsumentenpreisindexes gemessen wird. Allerdings ist die Operationalisierung der Inflation nur auf der Basis von Annahmen möglich, für die es einen gewissen Gestaltungsspielraum gibt. Die „wahre“ Inflation existiert nicht; vielmehr ist eine gemessene Inflation immer ein Konstrukt.
Individuen können Preisveränderungen bzw. die Inflation aus verschiedenen Perspektiven betrachten. Brachinger unterscheidet zwei verschiedene Perspektiven, die von Konsumenten und die von Käufern. Für einen Konsumenten sind die Kosten bzw. der Preis des von ihm konsumierten Warenkorbs und der Güter sowie die Kostenveränderung oder Teuerung des Warenkorbes von Interesse. Ein Gut ist dabei umso wichtiger, je höher der Kostenanteil des Gutes an den Gesamtkosten des Warenkorbes ist. Diese Perspektive dient allgemein als Grundlage von Konsumentenpreisindizes. Aus der Sicht eines Käufers sind aber die Kaufakte der Güter und deren Preisveränderungen von Bedeutung, weshalb die Kaufhäufigkeit und nicht der Kostenanteil der Güter am Warenkorb eine zentrale Rolle spielt.
Um die Perspektive des Käufers darzustellen, erstellt Brachinger seine Theorie der wahrgenommenen Inflation. Ziel dieser Theorie ist es, basierend auf dem Entscheidungsverhalten von Käufern die Wahrnehmung von Preisveränderungen abzubilden. Daher beruht diese Theorie auf grundlegenden Erkenntnissen der Psychologie, im Wesentlichen auf der „Prospect Theory“ und der Verfügbarkeitsheuristik von Kahneman und Tversky.
Auf der Basis dieser Theorie der wahrgenommenen Inflation und unter Berücksichtigung der traditionellen Theorie der Preisindizes sowie der Überlegungen der amtlichen Preisstatistik wurde schließlich der Index der wahrgenommenen Inflation konstruiert.

## Theorie der wahrgenommenen Inflation und deren grundlegende Hypothesen
Brachingers Theorie der Inflationswahrnehmung beruht auf folgenden drei Hypothesen:
1. In einer ersten Phase der Wahrnehmung werden die Preise von Gütern relativ zu güterspezifischen Referenzpreisen als Gewinne bzw. als Verluste kodiert. Preissteigerungen stellen dabei Verluste und Preissenkungen Gewinne dar.
2. Gewinne bzw. Verluste werden entsprechend einer Wertfunktion V bewertet und zwar Verluste höher als Gewinne. Diese asymmetrische Bewertung wird in der Literatur als Verlustaversion bezeichnet. Preissteigerungen werden stärker bewertet als Preissenkungen.
3. Je öfter ein Käufer Preissteigerungen erfahren hat bzw. je leichter ihm Beispiele von Preissteigerungen einfallen, desto höher wird die Inflation eingeschätzt. Umgekehrt beeinflussen Preissenkungen von selten gekauften Gütern oder Gütern ohne expliziten Kaufvorgang, z. B. Mieten, die Inflationswahrnehmung kaum. Somit bestimmt die Häufigkeit der Erfahrung von Preisveränderungen oder die Verfügbarkeit von Erinnerungen bezüglich Preisveränderungen die Wahrnehmung.

Der Index der wahrgenommenen Inflation beruht auf dieser Theorie der wahrgenommenen Inflation und verbindet tatsächliche Preisdaten der Preisstatistik so, dass den drei skizzierten Hypothesen Rechnung getragen wird.

## Index der wahrgenommenen Inflation

### Indexkonzept
Als Grundlage des Indexes der wahrgenommenen Inflation dient die verallgemeinerte Indexformel vom Typ Laspeyres, welche auch als Grundlage der Preisindizes der öffentlichen Ämter zur Messung der Inflation genutzt wird. Ausgehend von einem bestimmten Warenkorb von {\displaystyle n} Gütern, der die Verbrauchergewohnheiten eines durchschnittlichen Haushalts repräsentiert, lässt sich der Index folgendermaßen darstellen:
{\displaystyle I_{gLA}^{0,t}=\sum _{i=1}^{n}G_{i}\left({\frac {p_{i}^{t}}{p_{i}^{0}}}\right)\cdot g_{i}}
wobei {\displaystyle p_{i}^{t}} und {\displaystyle p_{i}^{0}} Preise des {\displaystyle i}-ten Gutes in der Berichtsperiode {\displaystyle t} bzw. in der Basisperiode {\displaystyle 0} bezeichnen, {\displaystyle G_{i}} eine beliebige Transformationsfunktion der Preismesszahl des {\displaystyle i}-ten Gutes ist und {\displaystyle g_{i}} beliebige Basisperiodengewichte sind, mit denen die einzelnen Preismesszahlen gewichtet werden (mit {\displaystyle g_{i}\geq 0} und {\displaystyle \sum _{i}^{n}g_{i}=1}).
Die Idee des Index der wahrgenommenen Inflation besteht nun darin, in der Indexformel vom verallgemeinerten Laspeyresschen Typ die Transformationsfunktion und die Gewichte gerade so zu wählen, dass sie der oben skizzierten Theorie der Inflationswahrnehmung gerecht werden. Der Index der wahrgenommenen Inflation ist also als Spezialfall eines Preisindex vom verallgemeinerten Laspeyresschen Typ konzipiert.

### Referenzpreise
In einer ersten Phase der Wahrnehmung werden gemäß der oben skizzierten Theorie der Inflationswahrnehmung die Preise der Güter relativ zu güterspezifischen Referenzpreisen als Gewinne bzw. Verluste kodiert.
Als Referenzpreis ist ein Vergangenheitspreis eines Gutes zu wählen. Dies kann der aktuelle Basispreis des Konsumentenpreisindexes, ein beliebiger anderer Vergangenheitspreis dieses Gutes oder auch ein geeigneter Durchschnitt sein. Wegen der Vergleichbarkeit mit Konsumentenpreisindizes schlägt Brachinger als Referenzpreise die Basispreise {\displaystyle p_{i}^{0}} vor, welche bei der Berechnung der Konsumentenpreisindizes verwendet werden.
Dies bedeutet, dass im Fall von Preissteigerungen, d. h. wenn der Preis eines Gutes in der Berichtsperiode {\displaystyle p_{i}^{t}} höher ist als in der Basisperiode {\displaystyle p_{i}^{0}}, diese als Verlust konstatiert werden und dass Preissenkungen, bei denen {\displaystyle p_{i}^{t}} kleiner als {\displaystyle p_{i}^{0}} ist, als Gewinne betrachtet werden.

### Wertfunktion
Nach der Kodierung der Güterpreise als Gewinne oder Verluste werden nach der oben dargestellten Theorie der Inflationswahrnehmung diese kodierten Preise entsprechend einer Wertfunktion bewertet. Dabei wird angenommen, dass diese Wertfunktion unabhängig vom betrachteten Gut sowie von dessen Preisniveau ist. Mit Hilfe einer geeigneten Transformationsfunktion wird der Wertfunktion Rechnung getragen.
Die Indexformel des verallgemeinerten Laspeyresschen Typs kann wie jede andere Preisindexformel als Funktion von relativen Preisveränderungen dargestellt werden:
{\displaystyle {\frac {p_{i}^{t}}{p_{i}^{0}}}={\frac {p_{i}^{t}-p_{i}^{0}}{p_{i}^{0}}}+1.}
Dies kann bei der Transformationsfunktion in der Weise genutzt werden, dass diese nicht Preisrelationen, sondern die Wahrnehmung von relativen Preisveränderungen abbildet.
Wird des Weiteren bei der Wahrnehmung von Preisveränderungen das Weber-Fechner-Gesetz unterstellt (gleiche relative Veränderungen eines Stimulus (hier relative Preisveränderung) führen zu gleichen absoluten Veränderungen der Wahrnehmung und absolute Veränderungen der Wahrnehmung sind eine lineare Funktion von relativen Veränderungen des Stimulus), dann hängen die Preisrelationen {\displaystyle p_{i}^{t}/p_{i}^{0}} nur von den wahrgenommenen Preisveränderungen ab, sind unabhängig vom Preisniveau und können als lineare Funktion der relativen Preisveränderungen dargestellt werden. Für die Transformationsfunktion ergibt sich aus dem Weber-Fechner Gesetz und aus (2):
{\displaystyle G_{i}\left({\frac {p_{i}^{t}}{p_{i}^{0}}}\right)=G_{i}\left({\frac {p_{i}^{t}-p_{i}^{0}}{p_{i}^{0}}}+1\right)=c\left({\frac {p_{i}^{t}-p_{i}^{0}}{p_{i}^{0}}}\right)+1}
In Anlehnung an Kahnemans und Tverskys Verlustaversion werden Verluste (Preissteigerungen) stärker gewichtet als Gewinne (Preissenkungen). Dies bedeutet, dass die Wertfunktion bei Preissteigerungen steiler verlaufen muss als bei Preissenkungen, d. h. positive Preisveränderungen müssen mit einer höheren Konstante {\displaystyle c}, dem Verlustaversionskoeffizienten, multipliziert werden als negative Preisveränderungen. Wird der Koeffizient {\displaystyle c} für negative Preisveränderungen auf eins normiert ergibt sich schlussendlich für die Transformationsfunktion:
{\displaystyle G_{i}\left({\frac {p_{i}^{t}}{p_{i}^{0}}}\right)=\left\{{\begin{array}{ll}{\frac {p_{i}^{t}}{p_{i}^{0}}}&{\mbox{für}}~p_{i}^{t}\leq p_{i}^{0}\\c\left({\frac {p_{i}^{t}-p_{i}^{0}}{p_{i}^{0}}}\right)+1&{\mbox{für}}~p_{i}^{t}>p_{i}^{0}.\end{array}}\right.}
Für den Verlustaversionskoeffizient {\displaystyle c} schlägt Brachinger den Wert 2 vor, welcher in verschiedenen empirischen Studien zum Thema ermittelt wurde.

### Gewichtungsschema
Für eine vollständige Spezifikation der verallgemeinerten Indexformel vom Typ Laspeyres sind geeignete Gewichte {\displaystyle g_{i}} zu wählen. Die dritte und letzte Hypothese der oben skizzierten Theorie der wahrgenommenen Inflation besagt, dass ein Käufer die Inflation umso höher einschätzt, je öfter er Preissteigerungen erfahren hat bzw. je leichter ihm Beispiele von spürbaren Preissteigerungen einfallen. Es wird angenommen, dass die Kaufhäufigkeit, mit welcher das entsprechende Gut gekauft wird, ausschlaggebend dafür ist, wie leicht einem Käufer Beispiele von Preissteigerungen einfallen. Daher ist es im Hinblick auf die Messung der wahrgenommenen Inflation sinnvoll, die relative Kaufhäufigkeit, mit der ein Gut vom durchschnittlichen Käufer in der Basisperiode gekauft wird, als Gewicht {\displaystyle g_{i}} eines Gutes zu wählen.

### Index der wahrgenommenen Inflation IWI
Der Index der wahrgenommenen Inflation ergibt sich dadurch, dass in der verallgemeinerte Indexformel vom Typ Laspeyres für alle Güter {\displaystyle i} die oben entwickelte Transformationsfunktion {\displaystyle G_{i}} verwendet wird und dass die relativen Kaufhäufigkeiten {\displaystyle f_{i}^{0}}, mit der die Güter in der Basisperiode gekauft werden, als Gewichte {\displaystyle g_{i}} gewählt werden. Der Index der wahrgenommenen Inflation ist dann definiert durch:
{\displaystyle IWI(c)^{0,t}=\sum _{i:p_{i}^{t}>p_{i}^{0}}\left[c\left({\frac {p_{i}^{t}-p_{i}^{0}}{p_{i}^{0}}}\right)+1\right]f_{i}^{0}+\sum _{i:p_{i}^{t}\leq p_{i}^{0}}{\frac {p_{i}^{t}}{p_{i}^{0}}}f_{i}^{0}}
Im Gegensatz zum Konsumentenpreisindex gibt der IWI als Teuerungsindikator nicht die Sicht eines Konsumenten, sondern die Sicht eines Käufers wieder. Er quantifiziert das Ausmaß, in dem ein repräsentativer Haushalt nach seiner subjektiven Wahrnehmung bei seinen täglichen Einkäufen von der Inflation betroffen ist.

## Messung der wahrgenommenen Inflation in Deutschland

Verlauf der wahrgenommenen Inflation gemessen mit Hilfe des Indexes der wahrgenommenen Inflation mit einem Verlustaversionskoeffizienten von 2.0 (IWI(2.0)) im Vergleich zur amtlich gemessenen Inflation (Verbraucherpreisindex VPI) sowie der wahrgenommenen Inflation gemessen mit Hilfe des Balance Scores der Europäischen Union. Quellen: CEStat Universität Fribourg Schweiz / Statistisches Bundesamt, Wiesbaden / Europäische Kommission für Wirtschaft und Finanzen.

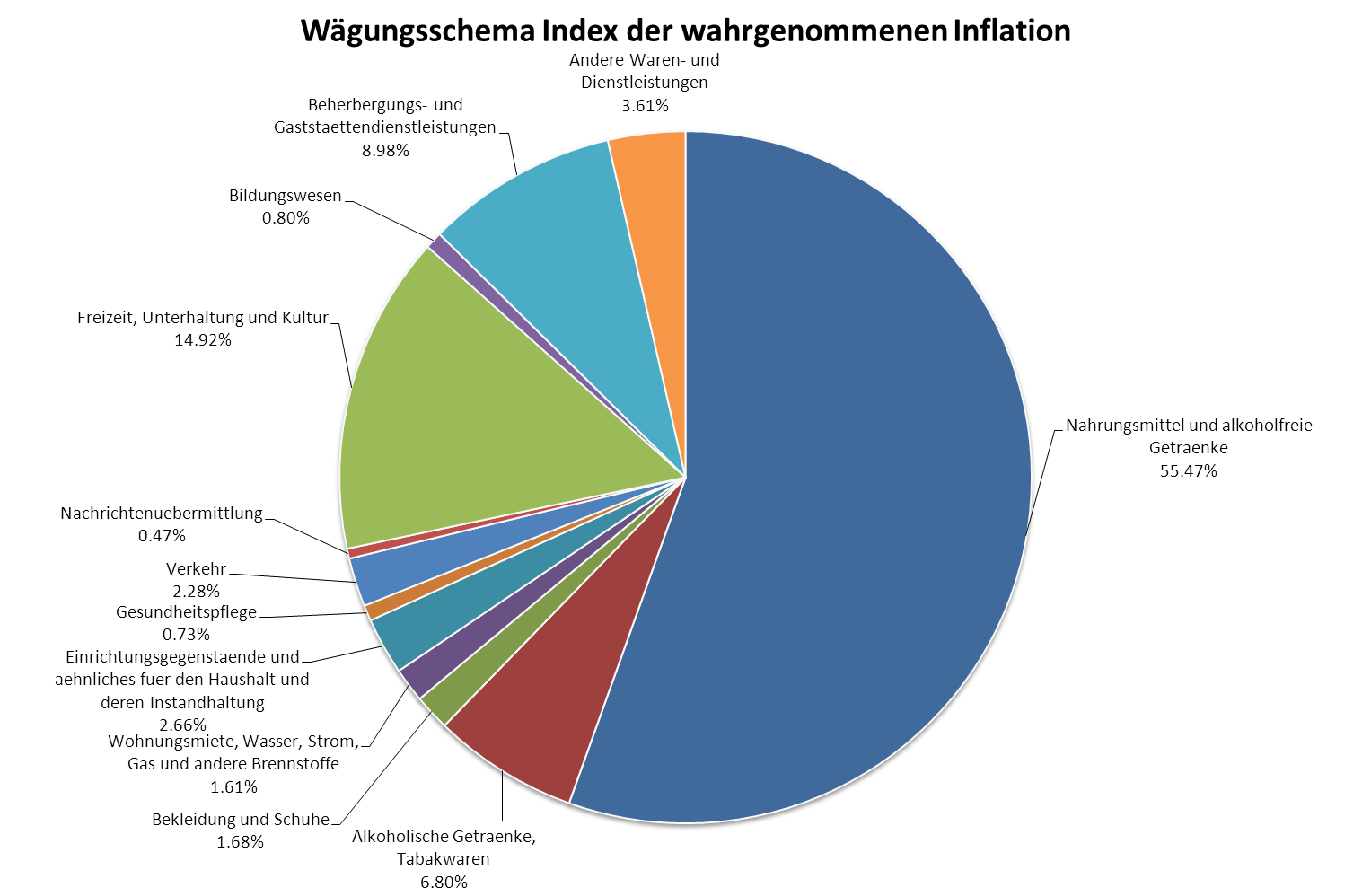
Wägungsschema Index der wahrgenommenen Inflation für Deutschland. Quelle: CEStat Universität Fribourg Schweiz.

Hans Wolfgang Brachinger hat in einem gemeinsamen Projekt mit dem Statistischen Bundesamt Deutschland den Index der wahrgenommenen Inflation für Deutschland berechnet. Ziel dieses Projektes war es, das nach der Euro-Bargeldeinführung aufgetretene „Euro gleich Teuro“ Phänomen zu erklären, d. h. das Auseinanderklaffen der amtlich ausgewiesenen Inflationsrate und der allgemeinen Inflationswahrnehmung, wie sie sich in Konsumentenumfragen zeigte.
In der ersten Abbildung ist die Entwicklung der Inflation gemessen mit Hilfe des Verbraucherpreisindexes (VPI), die Resultate der Konsumentenumfrage EU-CS Balance Score der Europäischen Union dargestellt. Weiter ist die wahrgenommene Inflation dargestellt. Sie wird mit Hilfe des Indexes der wahrgenommenen Inflation mit einem Verlustaversionskoeffizienten von 2.0 IWI(2.0) gemessen. Das Kreisdiagramm zeigt das Wägungsschema des IWI für Deutschland, welches die Kaufhäufigkeit der Güter und Dienstleistungen widerspiegelt.
Mit Hilfe des Indexes der wahrgenommenen Inflation (IWI(2.0)) konnte gezeigt werden, dass schon vor der Euro-Bargeldeinführung die Preise von kaufhäufigen Gütern sehr stark stiegen. Im Januar 2002 bei der Einführung des Euro-Bargeldes erreichte der IWI(2.0) einen damaligen Höchstwert von 11 % gegenüber einer ausgewiesenen Inflation von nur 2,1 % (VPI). Kurz danach nahm die wahrgenommene Inflation ab, erreichte aber in den Jahren 2007 und 2008 neue Höchstwerte bis 12,8 % wahrgenommener Inflation. Im Jahr 2011  war die Inflationswahrnehmung wieder im Steigen begriffen und erreichte Werte von bis zu 5 %, während die amtlich ausgewiesene Inflationsrate bei Werten von knapp über 2 % lag.
Interessant ist zudem, dass der Verlauf der wahrgenommenen Inflation gemessen mit Hilfe des Indexes der wahrgenommenen Inflation IWI eine vergleichbare Entwicklung wie der Balance Score (EU-CS Balance Score) aufweist, welcher die Konsumentenumfragedaten der Europäischen Union wiedergibt. Die wahrgenommene Inflation gemessen mit Hilfe des Indexes der wahrgenommenen Inflation IWI ist somit ein guter Indikator, um die subjektive Einschätzung der Käufer in Bezug auf die Inflation wiederzugeben.